# Pelidnota jolyi
Pelidnota jolyi är en skalbaggsart som beskrevs av Martinez 1982. Pelidnota jolyi ingår i släktet Pelidnota och familjen Rutelidae. Inga underarter finns listade i Catalogue of Life.